# 수요일은 모짜르트를 듣는다
《수요일은 모짜르트를 듣는다》는 1992년 2월 5일부터 1992년 2월 27일까지 방송되었던 KBS 2TV 수목 드라마로 박범신 작가의 베스트셀러 소설을 각색했는데 진정한 사랑의 의미와 가치에 대해 생각케 하려는 의도로 보이긴 하지만 주요 사건의 비현실성으로 인해 보편적 공감을 불러일으키지 못했다.

## 제작진

### 극본
- 최현경

### 연출
- 이민홍

## 출연진
- 최수지 : 송민희 역
- 정동환 : 정인학 역
- 이아로 : 김경혜 역
- 맹상훈 : 신준일 역
- 김진태
- 이환지
- 유병한
- 주호성